# セシル・アフリカ
セシル・アフリカ（Cecil Afrika、1988年3月3日 - ）はメジャーリーグラグビー、サンディエゴ・リージョンに所属するラグビーユニオン選手。

## プロフィール
- 南アフリカ・ポート・エリザベス出身。
- ポジションはフルバック(FB)。
- 身長 171cm、体重 74kg
- U20南アフリカ代表に選ばれたことがある[1]。
- リオ五輪の7人制南アフリカ代表に選ばれ[2]銅メダル獲得。

## 略歴
グリフォンズ、フリーステイト・チーターズを経て、2017年、チーターズに加入。
2020年6月、7人制南アフリカ代表から引退。同年10月、サンディエゴ・リージョンに加入。

## 受賞歴
- ワールドラグビー最優秀男子セブンズ選手賞:2011年[6]